# Джон Гартлі (актор)
Джон Гартлі (англ. John Hartley; 21 вересня 1912, Волтем, штат Массачусетс — 8 жовтня 2000) — американський актор кіно, відомим за фільмами «$1,000 a Touchdown» (1939), «Неодружений» (1939) і «Шлях усієї плоті» (1940).
Помер 8 жовтня 2000 року в Апачі-Джанкшн, Аризона, США.

## Вибрана фільмографія
- 1939 — Засада / Ambush — Сідні Блу
- 1941 — Леді Єва / The Lady Eve